# Feigen-Bartvogel
Der Feigen-Bartvogel (Lybius chaplini) ist eine Art aus der Familie der Afrikanischen Bartvögel. Die Art kommt nur in einem verhältnismäßig kleinem Gebiet im südlichen Afrika vor. Es werden keine Unterarten unterschieden. Die IUCN stuft den Feigen-Bartvogel als gefährdet (vulnerable) ein.

## Erscheinungsbild
Die Männchen des Feigen-Bartvogels erreichen eine Flügellänge von 9 bis 10,1 Zentimeter. Die Schwanzlänge beträgt 5,1 bis 5,9 Zentimeter. Der Schnabel wird zwischen 2,3 und 2,4 Zentimeter lang. Weibchen haben ähnliche Körpermaße. Es besteht kein auffälliger Sexualdimorphismus.
Männchen und Weibchen sind oberhalb der Schnabelbasis und an den Kopfseiten teilweise rot gefärbt, kleine rote Flecken finden sich auch an den Halsseiten, unterhalb der Augen und teilweise auf den Ohrdecken. Ansonsten sind Feigen-Bartvögel vom Kopf bis zum vorderen Rücken weiß. Kinn, Kehle und Brust sind gleichfalls weiß, frisch vermauserte Feigen-Bartvögel weisen auf dem Bauch allerdings häufig einen gelblichen Schimmer auf. 
Die Rückenmitte ist schwarzbraun, die Oberschwanzdecken sind schwarz. Die Steuerfedern sind auf der Oberseite schwarz und auf der Unterseite bräunlich, frisch vermausert weisen die Steuerfedern einen schmalen gelben Saum auf. Die Flügel sind schwarz-braun mit gelb gesäumten Außenfahnen. Der im Verhältnis zur Körpergröße große und kräftige Schnabel ist schwarz bis gräulich hornfarben. Die unbefiederte Haut rund um die Augen ist schwarzgrau, die Augen sind braun bis kastanienfarben. Beine und Füße sind grau, braun oder schwarz. Jungvögel ähneln den adulten Vögeln, haben aber insgesamt ein etwas matteres Gefieder. Ihnen fehlt außerdem noch die rote Gesichtszeichnung.
Ähnlichkeit weist der Feigen-Bartvogel nur mit dem Weißkopf-Bartvogel auf, dessen Verbreitungsgebiet aber deutlich nördlicher liegt und der im Gesicht keine roten Abzeichen aufweist.

## Verbreitungsgebiet und Bestand
Der Feigen-Bartvogel ist eine endemische Art Sambias, die nur in einem Gebiet von 76.500 Quadratkilometer vorkommt. Allerdings bieten nur neun Prozent dieser Region dem Feigen-Bartvogel geeignete Lebensräume. In geeigneten Habitaten ist der Feigen-Bartvogel stellenweise häufig, allerdings schätzt die IUCN den Bestand an geschlechtsreifen Feigen-Bartvögeln auf nur 5.200 Individuen. Feigen-Bartvögel reagieren empfindlich auf Änderungen der landwirtschaftlichen Anbautechniken. Sie sind auf einen dichten Bestand an fruchttragenden Bäumen angewiesen und stehen außerdem in Konkurrenz mit dem anpassungsfähigeren und häufigeren Halsband-Bartvogel.

## Lebensweise
Der Lebensraum des Feigen-Bartvogels sind die Ränder der Miombo, baumbestandenes offenes Land und Wälder entlang von Flüssen. Sie sind auch häufig in Gärten und auf Weiden zu beobachten, wenn diese einen Bestand an fruchttragenden Bäumen aufweisen. Sie leben mitunter paarweise, häufiger aber noch in losen Trupps von bis zu sechs Individuen. Dabei handelt es sich in der Regel um die Elternvögel mit ausgewachsenem, aber noch nicht verpaarten Nachwuchs aus früheren Bruten. Das Aktivitätszentrum solcher Trupps ist ihr Nist- und Ruhebaum, zu dem sie gewöhnlich mehrmals am Tag zurückkehren. 
Das Nahrungsspektrum von Feigen-Bartvögeln besteht überwiegend aus Feigen und anderen Früchten und Beeren. Sie fressen daneben aber auch Insekten. Nach Nahrung suchen sie in einer Entfernung von bis zu einem Kilometer von ihrer Nisthöhle. Die Größe eines einzelnen Territoriums variiert abhängig von dem Bestand an fruchttragenden Bäumen und der Nähe zu fließenden Gewässern. In der Nähe der sambischen Stadt Choma hatten untersuchte Territorien eine Größe von 40 Hektar.
Feigen-Bartvögel sind Höhlenbrüter. Die Nisthöhle wird von allen Individuen eines Trupps in einen toten Baum oder einen toten Ast gehackt. Als Nistbäume werden überwiegend Feigen genutzt. Der Kleine Honiganzeiger ist ein Brutparasit des Feigen-Bartvogels. Dies führt dazu, dass ein oder zwei Individuen eines Trupps immer in der Nähe der Nisthöhle bleiben, bis die Nestlinge bereits weitgehend herangewachsen sind. Ornithologen haben beobachtet, dass nach einer wiederholten Anstrengung eines Kleinen Honiganzeigers in die Nisthöhle zu gelangen zwei Feigen-Bartvögel den Honiganzeiger verfolgten. Ein dritter entfernte alle Eier aus der Nisthöhle und zerstörte sie dann. Die anschließende Untersuchung zeigte, dass es sich bei allen vier Eiern um Eier der Feigen-Bartvögel handelte. Vermutlich kam es danach zu einem erneuten Brutversuch.
Das Gelege besteht aus zwei bis vier Eiern. Während der Brut lösen sich Feigen-Bartvögel alle dreißig bis fünfzig Minuten ab. Die Dauer der Brut- und Nestlingszeit ist unbekannt. Es ist aber sehr wahrscheinlich, dass alle Individuen eines Trupps an der Fütterung der Jungvögel beteiligt sind.

## Belege